# Salt Lake City International Airport
Salt Lake City International Airport (IATA: SLC, ICAO: KSLC, FAA LID: SLC) är en flygplats belägen 6,5 kilometer från centrala Salt Lake City i Utah i USA. 
Flygplatsen har både civil och militär trafik och är säte för Utah Air National Guard. Den är ett viktigt flygnav (hub) för flygbolaget Delta Air Lines. 
År 2019 passerade 25 miljoner passagerare flygplatsen som är landets 22:a största.